# Robert Younis
Robert Younis (* 14. August 1985 in Sydney) ist ein australischer Fußballspieler.

## Karriere
Younis gehörte 2003 zum Kader der australischen Schülernationalmannschaft und erhielt die Möglichkeit, beim englischen Klub FC Liverpool vorzuspielen. Der Stürmer spielte zwischen 2004 und 2008 zumeist für die APIA Leichhardt Tigers in der NSW Premier League und erzielte in diesem Zeitraum 63 Treffer in 71 Spielen. Nachdem er in der Saison 2008 mit 21 Toren in 21 Partien Torschützenkönig der Liga wurde, erhielt er im Sommer 2008 beim A-League-Klub Adelaide United einen Zwei-Jahres-Vertrag.
Mit Adelaide stand er im November desselben Jahres im Finale der AFC Champions League und wurde in den beiden Finalpartien gegen Gamba Osaka jeweils eingewechselt. In der Folge gehörte er auch bei der FIFA-Klub-Weltmeisterschaft 2008 zum Aufgebot Adelaides und kam beim Erreichen des fünften Platzes in allen drei Partien zu Teileinsätzen. In der Liga war er hinter Cristiano meist nur zweite Wahl und blieb in seinen zwölf Ligaeinsätzen, keiner davon über die volle Distanz (drei Aus-, neun Einwechslungen), ohne Torerfolg. In den Meisterschafts-Play-offs fand er keine Berücksichtigung mehr; während der Saisonpause wurde er zurück ins über 1300 Kilometer entfernte Sydney zu den Leichhardt Tigers verliehen. Im April 2009 bat Younis um Auflösung seines Vertrags, dem von Vereinsseite entsprochen wurde. Als Gründe wurden neben der sportlichen Situation auch Heimweh angeführt.